# Mark Selmer
Mark Selmer, född Mark Langballe 1961, är en svensk fotbollstränare. Sedan juli år 2007 tränar han KB Karlskoga. 
Inför säsongen 2007 blev han tränare i Degerfors IF. Efter att laget bara fått ihop en poäng på sex matcher blev han utsatt för grova hot samt ett attentat där hjulbultar på hans bil skruvades loss. Detta fick honom att avgå.
Mellan 2001 och 2003 var Mark Selmer tränare i Strömtorps IK och förde laget från division 4 till division 2 på två år. År 2004 tog han över KB Karlskoga i division 4. De gjorde under Selmers ledarskap exakt samma resa som Strömtorp, flyttades upp två divisioner på två år.
Under 1980-talet spelade han i Degerfors IF:s ärkerival Örebro SK. På den tiden hette han dock Langballe i efternamn.